# روكانتيكا
روكانتيكا قرية في مقاطعة رييتي في منطقة لاتيوم الإيطالية، تقع على بعد حوالي 50 كيلومترًا ( 31 ميل) شمال شرق روما وحوالي 15 كيلومترًا (9 ميل) جنوب غرب رييتي.
تعد الكنائس الغوطية من المعالم البارزة في سان فالنتين وسانتا كاترينا. حيث تضم سانتا كاترينا لوحاتٍ جدارية تعود للقرن الرابع عشر.

## روابط خارجية
- الموقع الرسمي نسخة محفوظة 9 أغسطس 2014 على موقع واي باك مشين.